# Listă de motoare de căutare
Aceasta este o listă de motoare de căutare web, motoare de căutare meta, software de căutare, portaluri web, motoare de căutare specializate ș.a.

## Motoare de căutareInternet
| - AltaVista - F-search - Ask - Baidu - Bing - Blekko - DuckDuckGo - Ecosia - Entireweb - Exalead - Excite - Gigablast - Google - GrayMatter - Info.com - LeMoteur - Lycos | - MSN - Neuralcoder - Panguso - Qwant - Sogou - Soso - Spezify - Trovi - V9 - Voila - Volunia - YaCy, motor de căutare distribuit (peer-to-peer) - Yahoo! - Yandex - Yauba |

## Motoare de căutare specializate

### Motoare de căutare pentruimagini
- ALPIR
- GazoPa
- Google Images
- Incogna
- PicFindr
- Picsearch
- Quality Image Search
- TinEye

### Motoare de căutaremultimedia
- Blinkx
- CastTV
- Clipflakes.tv
- FindSounds
- MetaCafe
- Musgle
- Podscope
- Strimoo
- Trooker
- TVEyes
- Woopie.tv
- YouTube

### Motoare de căutare pentru hărți
- Bing Maps
- Google Maps
- MapQuest
- OpenStreetMap
- ViaMichelin
- Wikiloc
- WikiMapia

### Motoare de căutareBlog-uri
- Bloglines
- Blogperfect
- Blogscope
- icerocket
- Sphere
- Technorati

### Motoare de căutare bazate pe securitate/intimitate
- Disconnect Search
- DuckDuckGo
- Ecosia
- Gibiru
- Ixquick
- Lukol
- MetaGear
- Mojeek
- Privatelee Arhivat în 7 februarie 2016, la Wayback Machine.
- Qwant
- Oscobo
- Startpage
- Search Encrypt
- Searx Arhivat în 12 iunie 2018, la Wayback Machine.
- Swisscows
- Torproject
- Unbubble.eu
- Yippy [1]

### Motoare de căutareP2P
- FAROO
- Seeks
- YaCy

### Motoare de căutare pentrutorrent
- BTDigg
- Isohunt
- Mininova
- The Pirate Bay
- TorrentSpy
- Torrentz
- Torrentus

### Motoare de căutare destinate copiilor
- AOL NetFind Kids Arhivat în 25 ianuarie 2002, la Wayback Machine.
- Ask Jeeves For Kids
- Yahooligans
- KidsClick! Arhivat în 10 octombrie 2006, la Wayback Machine.

### Motoare de căutare cu consum redus de energie
- Black Google Arhivat în 21 ianuarie 2021, la Wayback Machine.
- Blackle
- Earthle
- Fokk Arhivat în 8 februarie 2016, la Wayback Machine.

### Motoare de căutare după țară
Africa de Sud
- Ananzi

Australia & Noua Zeelandă
- Aussie
- NZpages
- Accessnz Arhivat în 10 aprilie 2021, la Wayback Machine.
- Nine

Bangladeș
- Pipilika Arhivat în 10 aprilie 2021, la Wayback Machine.

Belgia
- Webwatch Arhivat în 10 aprilie 2021, la Wayback Machine.

Brazilia
- Aonde Arhivat în 10 aprilie 2021, la Wayback Machine.

Canada
- Searchcanada
- Canada
- nlc-bnc Arhivat în 10 aprilie 2021, la Wayback Machine.
- Ziplocal

Cehia
- Seznam

China
- Baidu
- Qihoo360
- Yongzin Arhivat în 26 octombrie 2020, la Wayback Machine. (Tibet)

Coreea de Sud
- Kakao
- Naver

Danemarca
- Jubii

Elveția
- Search

Germania
- Leo
- Aladin
- Yellowmap
- Web
- Bellnet
- Fireball Arhivat în 10 aprilie 2021, la Wayback Machine.
- Suchmaschine

India
- Rediff

Islanda
- Leit

Israel
- Mavensearch Arhivat în 14 aprilie 2021, la Wayback Machine.
- Walla! Arhivat în 12 noiembrie 2019, la Wayback Machine.

Italia
- Virgilio

Japonia
- Biglobe
- Goo

Kurdistan
- Egerin

Lumea arabă
- Maktoob

Marea Britanie
- Google UK
- Lifestyle.UK
- Yahoo! UK

Portugalia
- Aeiou
- SAPO

România
- cichi.ro

- adresa.ro
- Decostores.ro
- Furnio.ro
- Okidoki
- Biano
- Favi [2]
- Hoome
- Homedelux
- google.ro
- juris.ro

Rusia
- Rambler
- Yandex

Slovenia
- Najdi

Suedia
- Eniro

S.U.A.
- AOL Search
- Bing
- Business
- Excite
- Gigablast Arhivat în 5 aprilie 2005, la Wayback Machine.
- Google
- Lycos
- Teoma Arhivat în 7 februarie 2005, la Wayback Machine.
- What-U-Seek
- Yahoo!
- Ziplocal

Ungaria
- Minner

Vietnam
- Coccoc[3]

## Motoare de căutare pentruDeep Web
- Infomine
- The WWW Virtualgsahhhhhdady Library
- Intute
- Complete Planet Arhivat în 4 februarie 2016, la Wayback Machine.
- Infoplease
- DeepPeep
- IncyWincy
- DeepWebTech
- Scirus
- Shodan
- TechXtra Arhivat în 3 martie 2016, la Wayback Machine. [4]

### Motoare de căutare pentruDarknet
- Ahmia
- Grams
- TorSearch

### Motoare de căutare defuncte
- AlltheWeb
- AltaVista
- Google Answers
- Infoseek
- Inktomi
- Kartoo
- LeapFish
- Lotus Magellan
- MetaLib
- mozDex
- Myriad Search
- Scroogle
- Singingfish
- Speechbot
- Sphere
- Wikia Search
- World Wide Web Worm

### Alte motoare de căutare
Bazate pe Google
- AOL
- CompuServe
- Groovle
- MySpace
- Mystery Seeker
- Netscape

Bazate pe Yahoo!
- Ecocho
- Forestle
- GoodSearch

La nivel de utilizator (desktop search)
- Beagle (Linux)
- Copernic Desktop Search (Windows)
- Filehawk
- Gaviri PocketSearch
- GNOME Storage (Linux)
- Kat (KDE)
- Spotlight (Mac OS X)
- Terrier Search Engine